# Cabo da Roca
Cabo da Roca è un capo situato a 140 metri sul livello del mare sulla costa portoghese, nella frazione di Colares del comune di Sintra, distretto di Lisbona.
Il poeta Luís Vaz de Camões nel canto VIII de I Lusiadi lo definì come "Aqui... Onde a terra se acaba e o mar começa..." (in italiano Qui... dove la terra finisce e il mare comincia...) e questa frase è incisa sulla lapide del monumento in pietra che celebra la particolarità del luogo: infatti, essendo situato a 38° 47' di latitudine nord e a 9° 30' di longitudine ovest, è il punto più occidentale dell'Europa continentale.
Luogo di grande affluenza turistica, il capo è facilmente raggiungibile con la linea 403 dalla stazione ferroviaria di Sintra. Nelle vicinanze si trova un faro risalente al diciottesimo secolo e abitato fino al 1970.
Cabo da Roca fa parte del Parco naturale di Sintra-Cascais.

## Incidenti
Nell'agosto del 2014 due turisti polacchi sono morti cadendo dalla scogliera, dopo aver scavalcato la staccionata di sicurezza.

## Galleria d'immagini

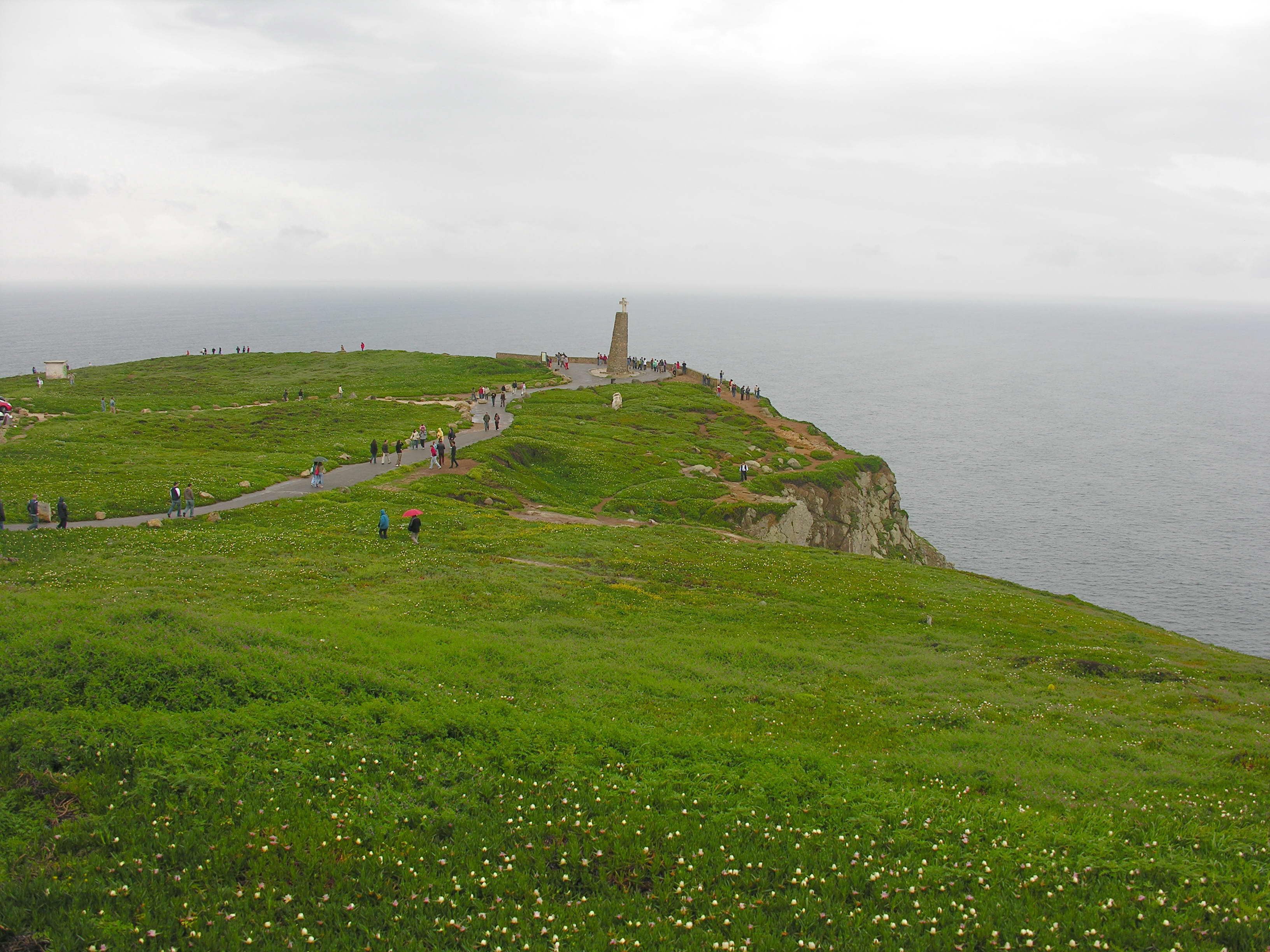
Cabo da Roca: panoramica
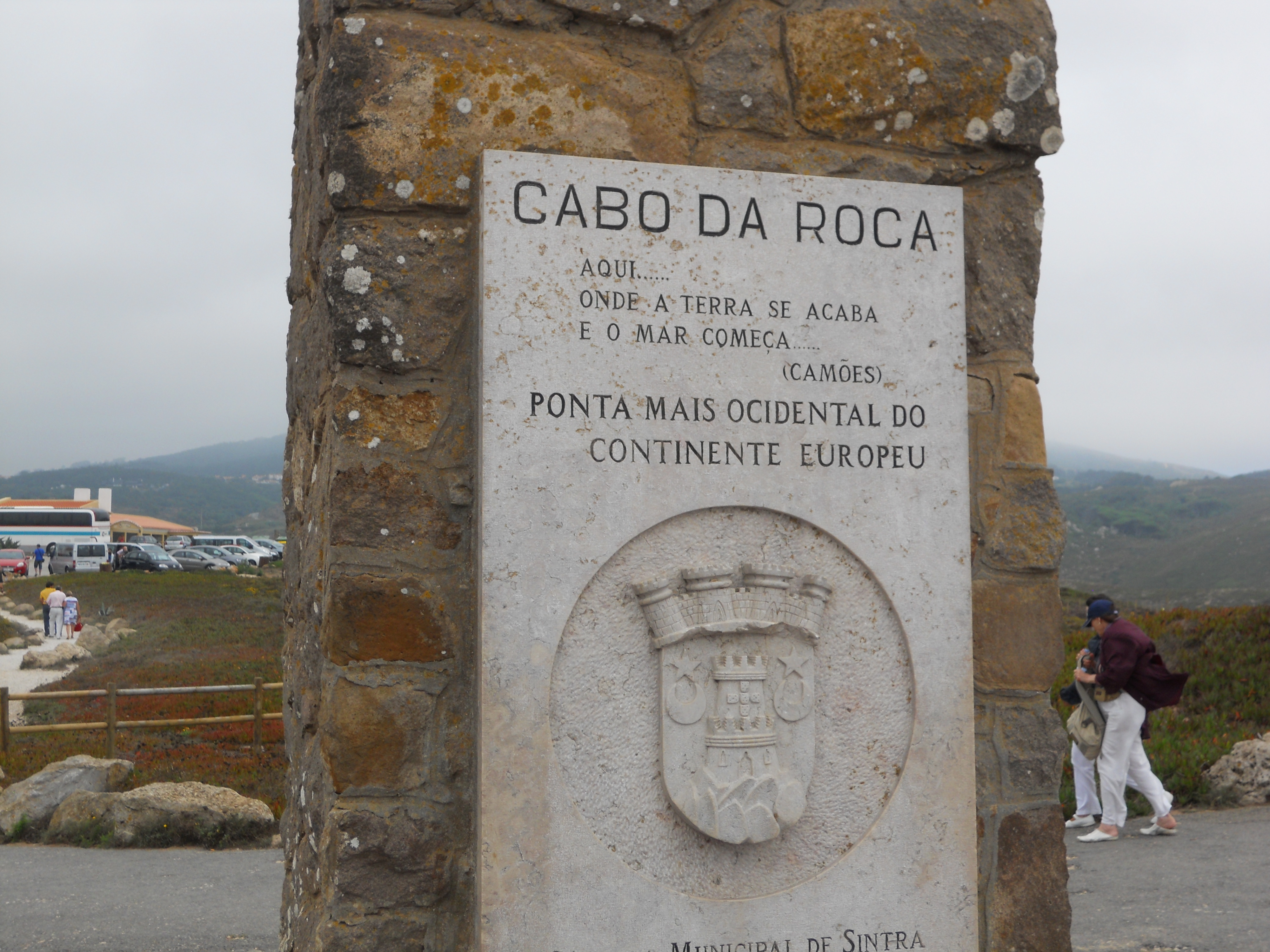
La poesia di Camões a Cabo da Roca
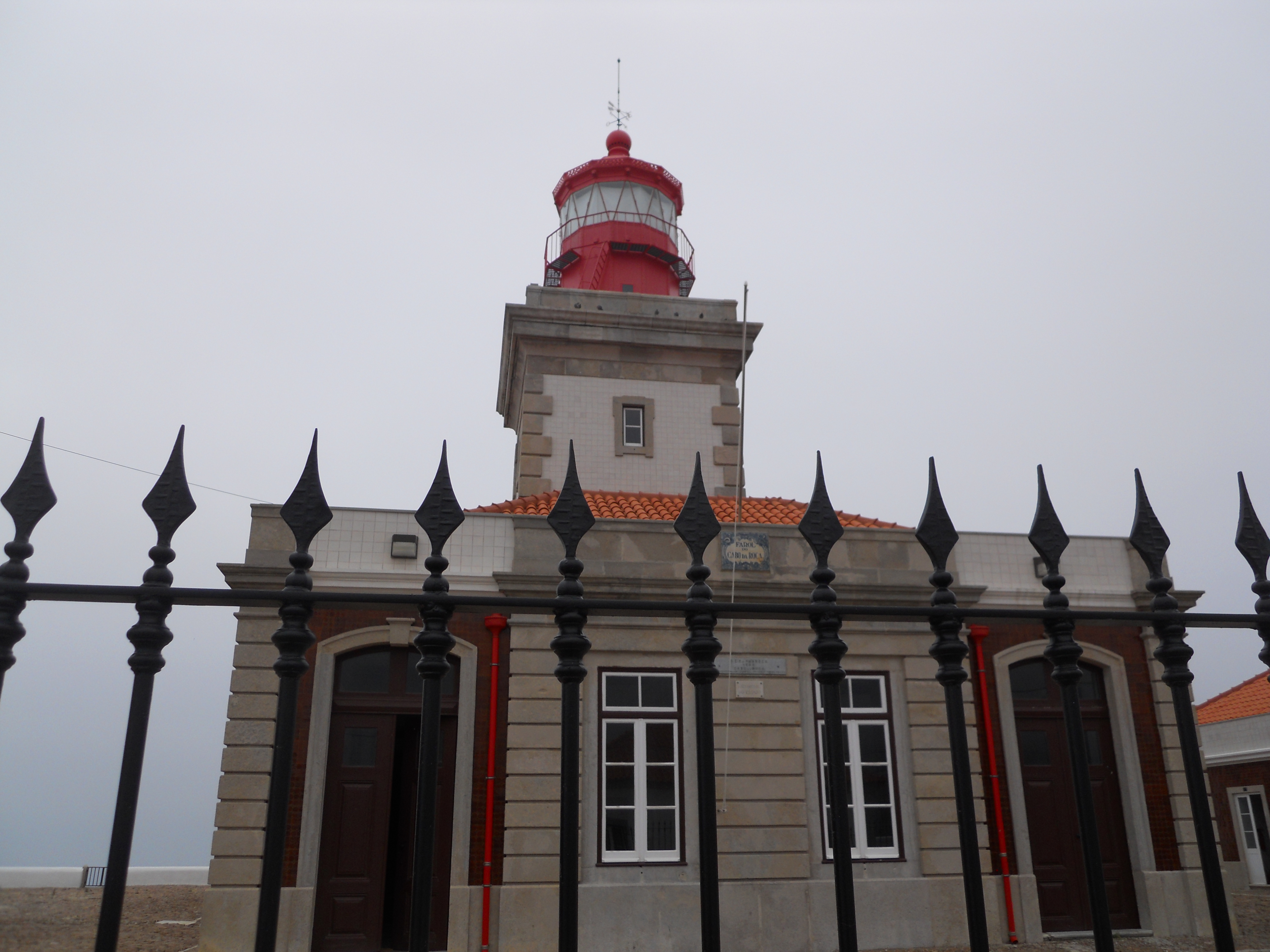
Il faro a Cabo da Roca
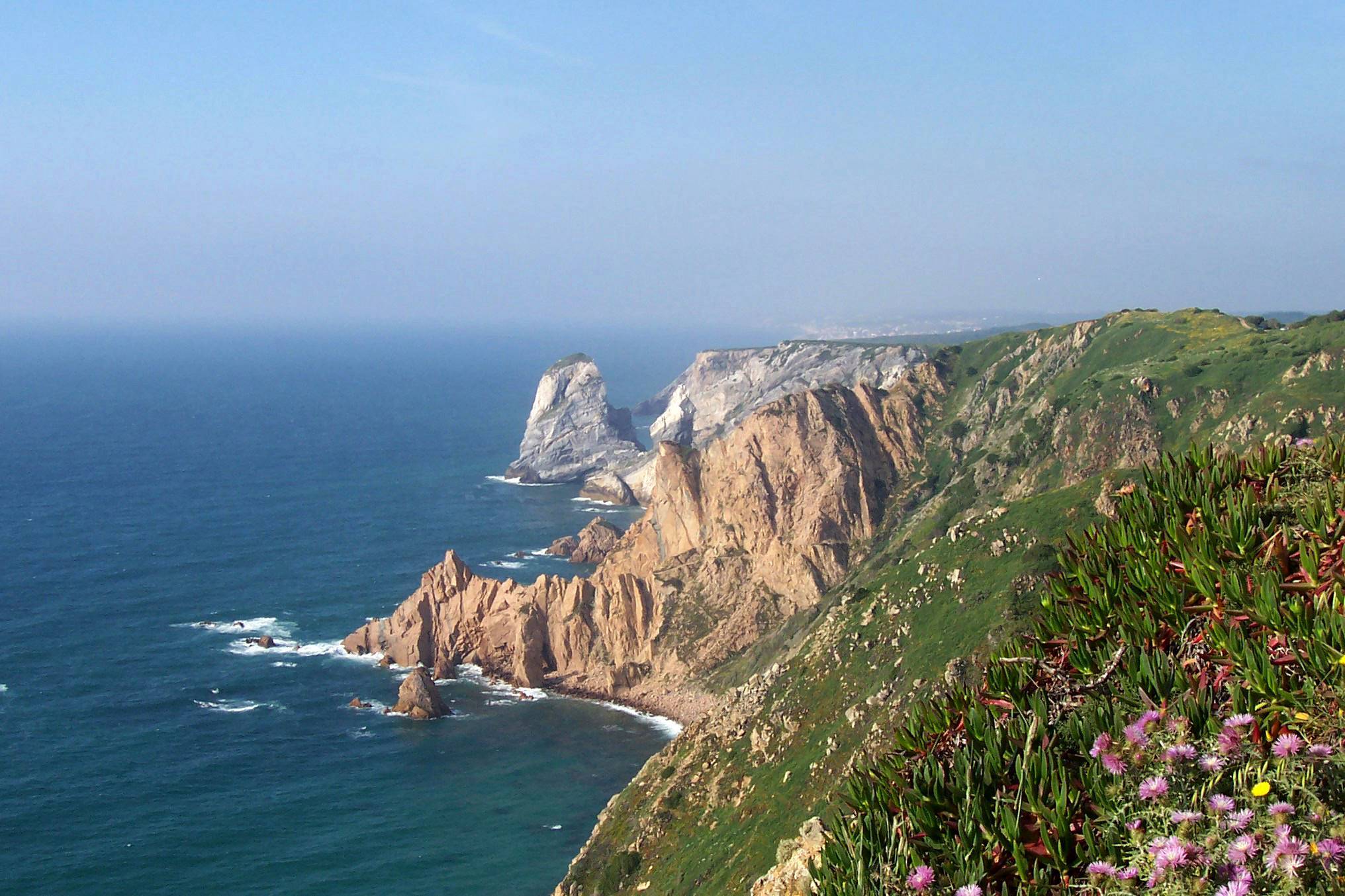
Paesaggio di Cabo da Roca